# لارنس (تگزاس)
لارنس (به انگلیسی: Lawrence) یک منطقهٔ مسکونی در ایالات متحده آمریکا است که در شهرستان کافمن، تگزاس واقع شده‌است. لارنس ۱۴۶٫۹۲ متر بالاتر از سطح دریا واقع شده‌است.